# Femmes de la nuit (film, 1948)
Pour les articles homonymes, voir Femmes de la nuit.
Pour plus de détails, voir Fiche technique et Distribution.
Femmes de la nuit (夜の女たち, Yoru no onna tachi) est un film japonais réalisé par Kenji Mizoguchi et sorti en 1948.

## Synopsis
A Osaka, Fusako Owada, une veuve de guerre, ayant perdu son bébé tuberculeux, rencontre par hasard sa sœur Natsuko, qui, jusque-là, vivait en Corée. Celle-ci lui apprend le décès de leurs parents, victimes de malnutrition. Entraîneuse de cabaret, Natsuko s'installe chez Fusako qui travaille comme secrétaire chez un patron du marché noir. Fusako est également la maîtresse de celui-ci. Mais, un jour, fuyant une perquisition policière, elle le surprend, chez elle, en compagnie de sa sœur. Terriblement déçue, elle choisit alors de se prostituer. La fille de ses amis, Kumiko, est volée par un faux-étudiant, dépouillée par des filles de joie "pillardes". Fusako échoue bientôt à l'hôpital où sa sœur, partie à sa recherche, finira par la retrouver. Natsuko est enceinte et, tout comme sa sœur, atteinte de la syphilis.

## Fiche technique
- Titre du film : Femmes de la nuit
- Titre original : 夜の女たち (Yoru no onna tachi?)
- Réalisation : Kenji Mizoguchi

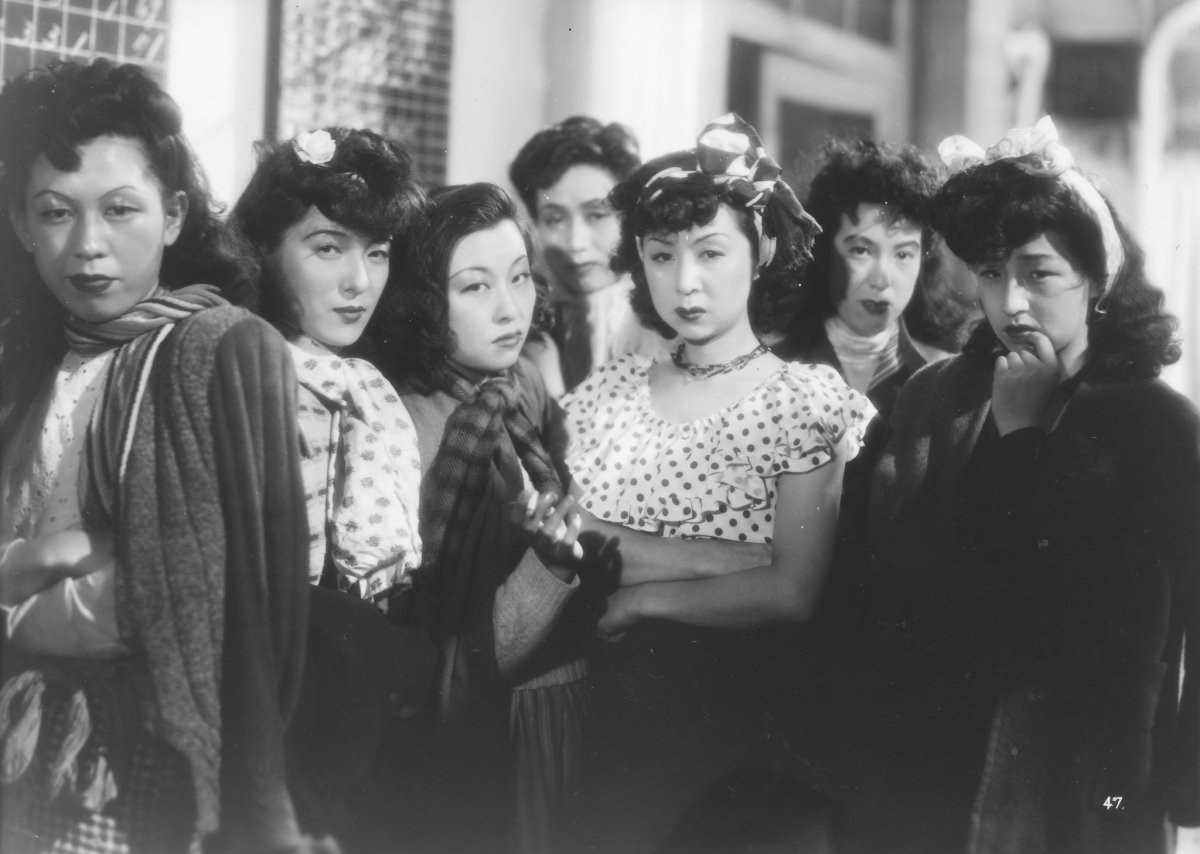
Kinuyo Tanaka (au centre) dans Femmes de la nuit.

- Scénario : Yoshikata Yoda, d'après un scénario original d'Eijirō Hisaita (ja) intitulé La Fête des femmes (女性祭, Josei matsuri?)[1]
- Photographie : Kōhei Sugiyama (ja)
- Montage : Tazuko Sakane
- Décors : Hiroshi Mizutani (ja)
- Costumes : Tsuma Nakamura
- Musique : Hisato Ōzawa
- Production : Mitsuhio Shimizu
- Société de production : Shōchiku
- Pays de production : Japon
- Langue originale : japonais
- Format : noir et blanc - 1,37:1 - 35 mm - son mono
- Genre : drame
- Durée : 75 minutes[2] (métrage : huit bobines - 2 042 m[2])
- Date de sortie : 
  - Japon : 26 mai 1948[2]

## Distribution
- Kinuyo Tanaka : Fusako Owada
- Sanae Takasugi : Natsuko Kimijima
- Tomie Tsunoda : Kumiko Owada
- Minpei Tomimoto : Koji Owada, beau-frère de Fusako
- Umeko Ōbayashi (ja) : Tokuko Owada, belle-mère de Fusako
- Mitsuo Nagata (ja) : Kenzo Kuriyama
- Kumeko Urabe : tenancière de bordel
- Kikue Mōri : propriétaire d'un magasin de vêtements d'occasion

## Commentaire
Bien que l'occupation américaine du Japon « semble apporter une rééducation positive vers la démocratie, elle provoque également des dérives et de la violence », écrit Noël Simsolo dans son ouvrage consacré à Kenji Mizoguchi (Cahiers du cinéma/Le Monde). Yoshikata Yoda, fidèle scénariste du réalisateur japonais, décrit la situation d'après-guerre de cette façon : « La défaite avait engendré des mœurs sauvages, mis le corps et l'âme à nu, exacerbé la sensualité. »
Aux geishas, désormais condamnées, ont succédé les filles de rue. Le sujet, évoqué par les romans et notamment par Taijirō Tamura (ja) (1911-1983) dans La Porte de la chair (1947), est à la mode. Le film de Mizoguchi, d'abord intitulé Le Quartier des petites vertus, est, de fait, le premier film à connaître un grand succès depuis la guerre.
À cette époque, Mizoguchi ressent le besoin de dresser un nouvel état des lieux du monde de la prostitution. « Avec son scénariste Yoda, il mène une enquête dans les bas quartiers, les commissariats et les hôpitaux de la ville, exprimant un désir sincère de montrer combien les hommes sont coupables de la déchéance de ces femmes dont il connaît si bien le milieu pour l'avoir fréquenté ». Yoshikata Yoda explique notamment : « Hisaita (le romancier) voulait écrire un mélodrame, Mizoguchi désirait plutôt faire une description brutale et violente du mode de vie des prostituées ». Influencé par les méthodes néoréalistes qu'il vient de découvrir, Mizoguchi « ne vise qu'à montrer l'essentiel par un style sans concession (...) ».
Mais, selon Noël Simsolo, Femmes de la nuit est aussi une œuvre expiatoire. « Depuis la maladie de son épouse, Mizoguchi est torturé par la culpabilité », ajoute-t-il. Rappelons ici que l'épouse du cinéaste, Chieko Mizoguchi, atteinte de la syphilis, sombra dans la folie au cours du tournage de La Vengeance des 47 rōnin en 1941 et dut être internée.
Femmes de la nuit demeure, suivant Jacques Lourcelles, le film le plus noir de son auteur, même si « les prostituées hagardes et monstrueuses du film appartiennent bien à la même race humiliée et offensée que les courtisanes des siècles passées décrites ailleurs » par Mizoguchi, affirme-t-il.

## Distinction
- 1949 : prix Mainichi de la meilleure actrice pour Kinuyo Tanaka (conjointement pour Une poule dans le vent)[5]